# エレイン (アーサー王物語)
エレイン（Elaine）は、アーサー王物語に比較的良く登場する女性の名前。特に、ランスロット卿の周囲には多くのエレインが登場する。由来として、「エレイン」はギリシア神話に登場する世界一の美女、「ヘレネー」のフランス語読み。このため、「美しい女性」というようなニュアンスがあり、かなり多用される傾向にある。なお、「アーサー王物語」は「エレイン」に限らず、フランス風の名前を持つものがかなり存在するが、これは「アーサー王物語」がフランスで発達し、それがイギリスで逆輸入されたさい、フランス語表記がもてはやされたため。他に、エクター・ド・マリス卿、ガレス卿のあだ名ボーメン、ラ・コート・マル・タイユ卿などもフランス語である。

## 湖の乙女
湖の乙女には、ヴィヴィアン、ニムエなど様々な名前があるが、版によっては「エレイン」となっているものもある。

## カーボネックのエレイン

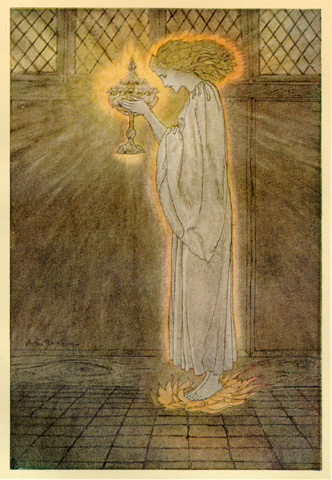
カーボネックのエレイン

カーボネックのエレイン（Elaine of Carbonek）はペレス王の娘で、漁夫王（ペラム王）の孫。アリマタヤのヨセフの末裔。聖杯伝説のキーとなる人物で、ランスロット卿に恋し、ガラハッド卿の母親となる。
このエレインは、「この国で最も美しい」という評判を立てられたため、モーガン・ル・フェイに恨みを買い、魔法で閉じ込められ、熱湯で茹でられるという苦しみを受けていた。ランスロット卿が彼女を救出にやってくるのだが、エレインはランスロット卿に恋をしてしまう。しかし、グィネヴィア一筋のランスロット卿が自分にふり向いてくれないため、魔法を使い、グィネヴィア王妃に化けてランスロットと同衾し、ガラハッド卿を孕む。しかし、ランスロット卿はエレインのもとを立ち去ってしまったため、基本的に子育ては彼女の父親のペレス王などで行った。
のち、エレインと関係を持ってしまったことに激怒したギネヴィアの罵詈雑言によって発狂したランスロットを保護したりしている。

## アストラットのエレイン

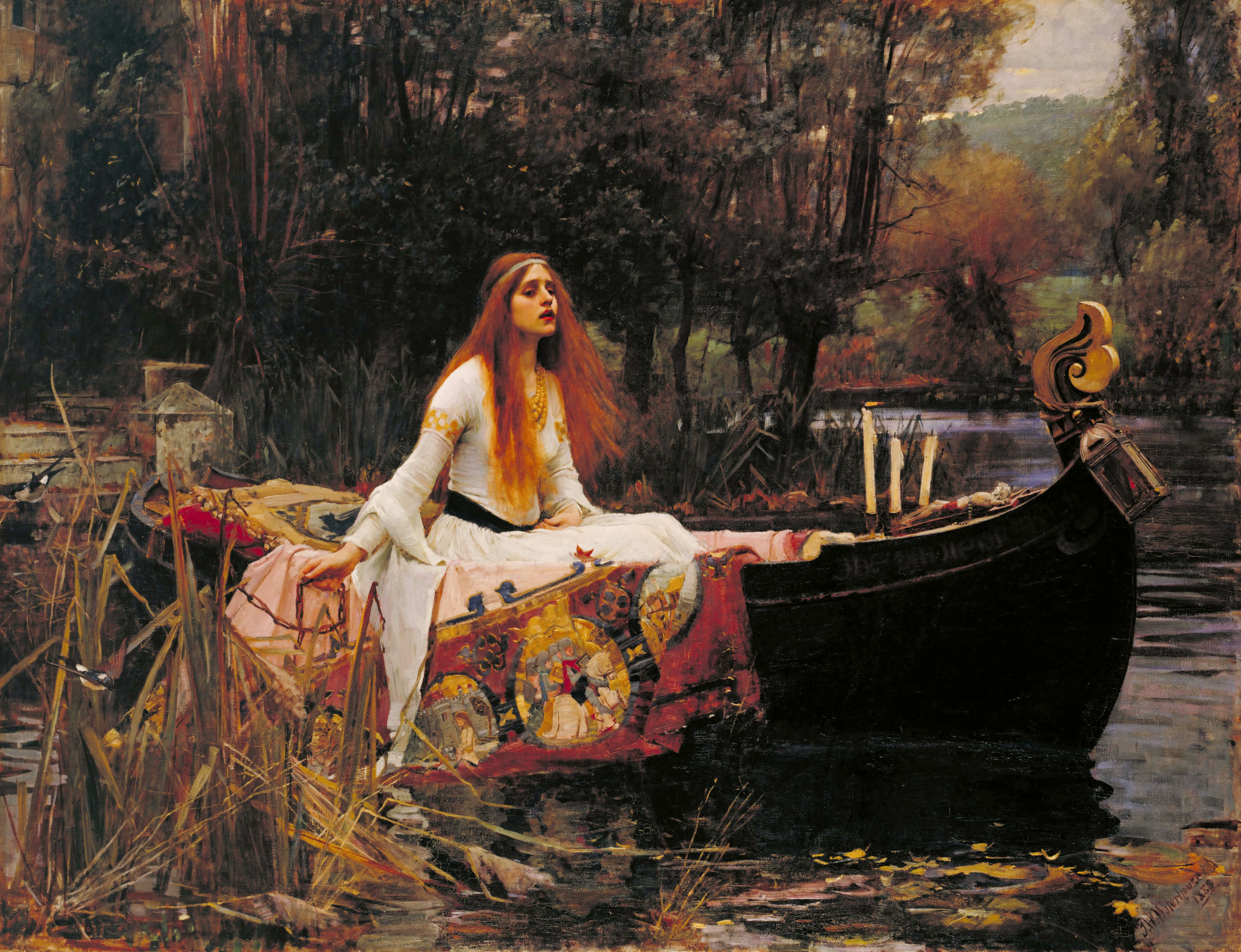
ウォーターハウス画の『シャロットの女』

アストラットのエレイン（Elaine of Astolat）はランスロット卿との悲恋で有名な乙女。アストラットの乙女、シャロットの乙女 (The Lady of Shalott) とも。兄に円卓の騎士であるラヴェイン卿がいる。彼女の悲恋は様々な作家によりリライトされ、アルフレッド・テニスンなどが彼女を主人公にした詩を書いている。日本でも、夏目漱石が『薤露行（かいろこう）』を執筆している。また、『赤毛のアン』にはアンがエレインを真似てボートで川を下るエピソードがある。
エレインは、身分を隠すため、変装して槍試合に参加しようとしていたランスロット卿と出会い恋に落ちる。彼女の兄の武具を貸すさい、彼女は愛の印としてランスロット卿に赤いスカーフを身に付けてくれるように頼んだ。ランスロット卿は、これまで一度も貴婦人の愛の印としてその類の物を身に付けたことがなかったのだが、むしろ身分を隠すには丁度いいと考え直しスカーフを身に付けて試合に出る。
試合後、瀕死の重傷を負ったランスロット卿を献身的に看護するも、完治したランスロット卿はエレインの愛を受け取らず宮廷に帰ってしまう。悲嘆にくれるエレインは食事も取らず、睡眠もとらず、恋煩いで死んでしまう。その後、エレインの遺言に従い、ランスロット卿への悲恋を書いた手紙を握り締めたエレインの遺骸は小船に乗せてキャメロットへ流される。これを発見したアーサー王や円卓の騎士たちはエレインの悲恋に涙するのであった。

## アーサー王の異父姉のエレイン
このエレインは、アーサー王の父親違いの姉にして、ネントレス王の妻。同じ両親から生まれた姉妹にモルゴース、モーガン・ル・フェイがいる。
ただ、ガウェイン卿らを生んだモルゴースや、自身が妖妃として名高く、ユーウェイン卿らの母でもあるモーガン・ル・フェイらと比べると、とくに活躍はない。特に有名な子供を生んだという記載はなく、名前がでるだけのキャラクターといえる。

## ランスロット卿の母のエレイン
ベンウィクのバン王の妻であり、ランスロット卿の母親である女性。もっとも、ランスロット卿の育児は「湖の乙女」が行ったため、物語上では名前が出る以上のキャラクターではない。

## ペリノア王の娘のエレイン
ペリノア王の娘。ただし、ペリノア王自身は自分にこんな娘がいるとはまったく知らなかった。そのため、ペリノア王が湖の乙女を救出に向かう冒険の途中、助けを求められるが急いでいるからと言って拒否し、見殺しにしてしまっている。真相はマーリンによってペリノア王に伝えられるのだが、役割としてはこれだけで、特に物語りに絡んだりはしない。
ただ、マリオン・ジマー・ブラッドリーのファンタジー小説『アヴァロンの霧』ではこのペリノア王の娘のエレインは、比較的重要な立場である。役割としては、「カーボネックのエレイン」に準ずる立場となっている。